# Grover Washington, Jr.
Grover Washington Jr. (Búfalo, 12 de diciembre de 1943 - Nueva York, 17 de diciembre de 1999) fue un saxofonista de jazz funk y soul jazz estadounidense. Junto con músicos como George Benson, David Sanborn, Chuck Mangione y Herb Alpert, se le considera uno de los fundadores del smooth jazz.

## Biografía
Nacido en Buffalo, New York, estuvo rodeado de música desde su niñez y a los ocho años su padre le regaló un saxofón. Durante su servicio militar conoció a Billy Cobham quién le presentó a otros músicos de Nueva York. A comienzos de la década de 1970, colabora en los dos primeros álbumes de Leon Spencer para Prestige Records, junto con Idris Muhammad and Melvin Sparks.
Su gran oportunidad llegó cuando el saxo Hank Crawford no se presentó para grabar con Kudu Records, la casa discográfica de Creed Taylor. La sesión de grabación le brindó la oportunidad de grabar su primer disco, Inner City Blues, consolidándose como músico profesional.

### Éxito
Aunque conocido entre los músicos de jazz, no fue hasta su cuarto álbum, Mister Magic (1974), que tuvo un reconocimiento comercial. El álbum llegó al puesto número 10 en Billboard Top 40 y la canción del mismo título alcanzó el puesto 16 en las listas R&B y el puesto 54 en las listas de pop.[cita requerida] Su siguiente álbum, Feels So Good (1975), también llegó al puesto número 10.[cita requerida]
Su álbum Winelight (1980), que incluye una colaboración con Bill Withers, "Just The Two of Us", obtuvo el disco platino en 1981, y consiguió dos Premios Grammy en 1982 (Best R&B Song por "Just the Two of Us" y Best Jazz Fusion Performance por "Winelight").
Ayudó a promocionar a una nueva generación de músicos como Kenny G.[cita requerida]

### Fallecimiento
Murió el 17 de diciembre de 1999 tras sufrir un infarto de miocardio en los estudios CBS en Nueva York, después de grabar para el programa matinal 'The Saturday Early Show'. Tenía 56 años.

## Homenajes
El Mural Arts Program de Filadelfia, le dedicó un gran mural en la cruce de las calles Broad y Diamond.

## Discografía

### Como líder
- 1971: Inner City Blues (Kudu Records)
- 1972: All the King's Horses (Kudu Records)
- 1973: Soul Box (Kudu Records)
- 1974: Mister Magic (Kudu Records)
- 1975: Feels So Good (Kudu Records)
- 1976: A Secret Place (Kudu Records)
- 1977: Live At The Bijou (Kudu Records)
- 1978: Reed Seed (Motown)
- 1979: Paradise (Elektra Records)
- 1980: Skylarkin' (Motown)
- 1980: Winelight (Elektra)
- 1980: Come Morning (Elektra)
- 1981: Baddest (Motown)
- 1982: The Best Is Yet To Come (Elektra)
- 1984: Inside Moves (Elektra)
- 1986: House Full Of Love (Music from The Cosby Show) (Columbia)
- 1987: Strawberry Moon (Columbia)
- 1988: Then and Now   (Columbia)
- 1989: Time Out of Mind (Columbia)
- 1992: Next Exit   (Columbia)
- 1994: All My Tomorrows   (Columbia)
- 1996: Soulful Strut   (Columbia)
- 1997: Breath of Heaven: A Holiday Collection   (Columbia)
- 2000: Aria   (Columbia)
- 2001: Discovery - The First Recordings   (Prestige)
- 2010: Grover Live  (G-Man Productions, Inc.)

### Como músico de sesión
Con Leon Spencer
- 1970: Sneak Preview (Prestige Records)
- 1971: Louisiana Slim (Prestige)

Con Dexter Gordon
- 1982: American Classic (Elektra)

Con Kenny Burrell
- 1985: Togethering (Blue Note Records)

Con Gerry Mulligan
- 1995: Dragonfly (Telarc)

Con Kathleen Battle
- 1995: So Many Stars (Sony)